# Annamanum cardoni
Annamanum cardoni là một loài bọ cánh cứng trong họ Cerambycidae.